# Jeff Stryker
Jeff Stryker (ur. 21 sierpnia 1962 w Carmi) – amerykański aktor, scenarzysta, reżyser i producent filmów pornograficznych, muzyk.
Jeden z najpopularniejszych aktorów porno w popkulturze lat 80. XX wieku. Swoją karierę w gejowskiej branży filmowej porno rozpoczął w wieku 23 lat. Wyróżniał się wśród innych odtwórców ról erotycznych wielkością penisa (ok. 25 cm w stanie wzwiedzionym), występując wyłącznie z prezerwatywą w produkcjach pornograficznych heteroseksualnych, biseksualnych, gejowskich. Nadano jemu cechy upodabniające do Marlona Brando i Elvisa Presleya.
John Waters określił go jako „Cary’ego Granta pornografii”, a według opinii Watersa, Stryker powinien zastąpić Charliego Hunnama w ekranizacji bestsellerowej powieści E.L. James Pięćdziesiąt twarzy Greya. Z kolei artystka Rachel Mason opisała go jako „Brada Pitta filmów gejowskich”.
W lipcu 2019 zajął drugie miejsce w rankingu „250 największych gejowskich gwiazd porno w historii kina”, przeprowadzonym przez „Boy Culture”, a magazyn „Instinct” określił go „gejowską lalką Kena” i „gejowską wersją Jenny Jameson z branży dla dorosłych”.

## Wczesne lata
Urodził się w Carmi w Illinois jako syn Nority, pielęgniarki, i Joego Howarda Peytona, biznesmena i sprzedawcy samochodów. Jego ojciec był weteranem armii i masonem. Jego rodzina miała pochodzenie angielskie, niemieckie, słowackie i irlandzkie. Wychowywał się w dużej rodzinie z trzema braćmi – Maurim, Tedem i Otto – oraz czterema siostrami w Springfield, gdzie uczęszczał do Springfield High School. Miasto Springfield borykało się z problemami ekonomicznymi, a gdy dorastał, była fala przestępczości i często wdawał się w bójki. Mając zaledwie 11 lat pracował dorywczo na własne utrzymanie. W wieku 13 lat został wysłany przez swoich rodziców do szkoły wojskowej Missouri Military Academy w Mexico w stanie Missouri, gdzie otrzymał GED. Jego rodzice rozwiedli się, gdy miał 14 lat. Ojciec ożenił się ponownie z Susan, a matka wyszła za mąż za Charlesa Laverne’a Smitha, rolnika i handlarza siana, nauczyciela w szkółce niedzielnej w kościele metodystów w Rushville, a później w Kościele Nazarejczyka.
Stryker początkowo chciał zostać pracownikiem agencji handlu nieruchomościami. Pracował jako ogrodnik, mechanik i striptizer oraz dostarczał balony. Studiował na wydziale nieruchomości i fotografii w Lincoln Land Community College w Springfield.

## Początki kariery w branży porno
Stryker podczas nauki dorabiał wraz z kolegą Daglishem w reklamie jako fotomodel do aktów. Wówczas lokalny fotograf wysłał jego zdjęcie w spodenkach rowerowych do Johna Travisa, filmowca produkcji pornograficznych Falcon Studios w Los Angeles w Kalifornii. Travis, który zaczynał w branży kręcąc 8–milimetrowe taśmy, w tym dwie gejowskie sceny porno z udziałem Johna Holmesa, zaproponował Strykerowi udział w scenie swojej produkcji. Początkowo współpracownik Travisa, Chuck Holmes, założyciel Falcon Studios, miał sfinansować Strykerowi lot z Burbanku do San Francisco, lecz ostatecznie wycofał się ze współpracy. Z kolei John Travis przeszedł do studia Catalina Video w Los Angeles i, po długiej negocjacji, zatrudnił Strykera w roli protagonisty swoich filmów jako aktyw. W życiu prywatnym, Stryker i o 20 lat starszy Travis przez dwa i pół roku byli ze sobą w związku.

„Kiedy byłem dzieckiem, widziałem Johna Holmesa w filmach. To było wielkie nazwisko i pomyślałem: – Jeśli taki brzydki facet może się tam dostać po prostu z dużym penisem, to pójdę i zmiotę naród. I zrobiłem to. W tym czasie była to jedyna droga, którą czułem. Po prostu dziękuję Bogu, że poszedłem za marzeniem” (Jeff Stryker).

W realizacji biseksualnej Przełącznik jest włączony (The Switch Is On, 1985), nominowanej w 1988 do AVN Award w kategorii „najlepsze biseksualne wideo”, Stryker wystąpił w roli prostodusznego młodego farmera Boba. Następnie zagrał rolę złego chłopaka Jeffa, skazanego przez sąd na odbycie kary 30 dni więzienia za ukrywanie broni w gejowskim filmie kryminalnym Narzędzie mocy (Powertool, 1986), który stał się najbardziej udanym i najlepiej sprzedającym się filmem swoich czasów. Travis zdobył dwie branżowe nagrody przyznane w 1987 przez czasopismo „Adult Video News” – dla najlepszego reżysera gejowskiego wideo i najlepszego filmu gejowskiego wideo, a w latach 2002–2003 film był nominowany do Grabby Award jako najlepsze klasyczne wideo.
Po latach Stryker ujawnił, że w jego pierwszych filmach użyto jego twarzy i ciała, a w scenach zbliżenia penisa korzystano z dublera.

## Rozwój kariery
W 1986 Stryker podpisał kontrakt z założycielem Huge Video – Mattem Sterlingiem. Za rolę gwiazdy rocka w Życiu na szali (Bigger Than Life, 1986) został uhonorowany branżową nagrodą XRCO Award przyznaną przez X-Rated Critics Organization jako najlepszy aktor gejowski, a sam film dostał XRCO Award w kategorii najlepszy film gejowski i najlepszy reżyser filmów gejowskich. Jednak pracując dla różnych studiów i reżyserów, Stryker znalazł się w sporze kontraktowym z Mattem Sterlingiem.
W filmie Inches Video In Hot Pursuit (1987) w reż. Johna Travisa wystąpił w podwójnej roli profesjonalnego ilustratora i Indianina wojownika. Z kolei Stryker Force (1987) z jego udziałem był nominowany w 2002 do Grabby Award w kategorii najlepsze klasyczne wideo. Był też bohaterem filmów heteroseksualnych w reż. Paula Thomasa – Jamie Loves Jeff (1988) i Dziedziczka (Heiress, 1988), a także Bez serca (Heartless, 1990) w reż. Davida Elliota. Po udziale w filmie gejowskim Narzędzie mocy 2 (Powertool II: Breaking Out, 1991), uhonorowanym Grabby Award w kategorii „najlepsze wideo”, przeszedł z zarabiania 400 dolarów tygodniowo na 4 tys. dolarów.
Stryker pozował też jako fotomodel dla gejowskich magazynów. Był na okładkach: „Advocate Men” (w czerwcu 1986, w czerwcu 1987 i w sierpniu 1989), „Inches” (w lipcu 1986), „Stars” (w styczniu 1987), „All Man” (lato 1987, w marcu 1991 i w lipcu 1996), „Stallion” (w sierpniu 1987), „Skin Flicks” (w październiku 1987), „Torso” (w lipcu 1989 i w grudniu 1990), „Man Date” (1990), „Advocate Classifieds” (w marcu 1995) i „Adam Gay Video XXX Showcase” (1998). Zdjęcia ze sceny z Adamem Grantem w kolejnym filmie Większy niż życie, w gorącej gonitwie (Bigger than Life, In Hot Pursuit, 1987) zostały opublikowane w Jeff Stryker Dreams (1987). 
Spróbował swoich sił jako reżyser takich produkcji jak Buntownik (The Rebel, 1988), Strykin’ It Deep (1989), Ladies’ Man (1990), Dziki samiec (Wild Buck, 1993) z udziałem Toma Byrona i Santa’s Cummin’! (1996), gdzie wystąpił w stroju Świętego Mikołaja. Napisał też scenariusz do filmów – Raw (2001) z Kenem Rykerem i Jeff Stryker Does Hard Time (2001).
26 maja 2001 w klubie nocnym Circuit w dzielnicy Lake View w Chicago znalazł się na Ścianie Sław Grabby Award. 15 stycznia 2004 jego nazwisko trafiło do alei sław Hustler Porn Walk of Fame w West Hollywood, a w 2009 za swoją pracę w filmach dla dorosłych został wprowadzony do Alei Sław AVN Award.

## Pokazy sceniczne
W latach 1988–1999 odbył tournée po Stanach Zjednoczonych, Europie i Australii z widowiskiem Jeff Stryker Does Hard Time, wymyślonym przez Strykera, reżysera i dramaturga Seana Michaela i Johna Travisa, który odkrył Strykera i stworzył większość jego filmów. W czerwcu 1998 rozpoczął występy w nowojorskim Peep-show Ronniego Larsona.
W 2001 odwiedził Los Angeles, Chicago i Houston w Teksasie ze spektaklem Twardy czas (Hard Time), komedią rozgrywającą się w więzieniu. Wybrał się w trasę z przedstawieniem teatralnym Wyrafinowany wieczór z Jeffem Strykerem (A Sophisticated Evening with Jeff Stryker), prezentowanym w Los Angeles latem 2006 i w Provincetown w Massachusetts latem 2007. Producentem był pisarz komediowy Bruce Vilanch. W tym programie Stryker wykonał komiksowy monolog o swoim życiu i przygodach w filmach dla dorosłych, przeprowadził komediowy skecz z jednym z widzów, a w finale tańczył nago. W 2007 wspólnie z ekipą porno modeli przygotował odtwarzane na żywo przed publicznością sceny erotyczne do dwugodzinnego programu Twardy czas (Hard Time). Zdjęcia kręcono w większości miast w Ameryce Północnej, Kanadzie, Brazylii, Argentynie, Kolumbii, Australii oraz Europie (w Niemczech, Anglii, Szwecji i we Włoszech). W 2012 wystąpił w Fort Lauderdale na Florydzie.

## Działalność muzyczna
Zajmował się twórczością muzyczną country. Współpracował z Bobem Esty, producentem muzycznym odpowiedzialnym za hity m.in. Donny Summer i Cher. W 1993 nagrał singiel „Wild Buck” w trzech wersjach. W 2003 jako Jeff Stryker & His Soggy-Bottomed Boyz nagrał singiel z dwiema piosenkami – „Pop You in the Pooper” i „What a Man Has to Do”.

## Merchandising
Duże dochody przyniosły mu produkcje kalendarzy, kart do gry, widokówek z życzeniami, koszulek, odzieży i 30–centymetrowych lalek z jego postacią. Na rynku zabawek oferowano kopię całej jego postaci w mundurze wojskowym.
W 1991 ukazała się widokówka z jego wizerunkiem autorstwa paryskich artystów – malarza Pierre’a Commoya i fotografa Gillesa Blancharda. W styczniu 2004 Holandia wydała jego oficjalny znaczek pocztowy.
Firma Health Devices Inc. und California Publishers Liquidating Corp., produkująca gadżety erotyczne, wykonała „Jeff Stryker Cock and Balls”, wierny odlew jego zewnętrznych narządów płciowych i sporządziła ich silikonowe kopie w skali 1:1, które natychmiast podbiły ten rynek. Aktor otrzymał ze sprzedaży tego produktu ok. 25.000 USD (w sprzedaży detalicznej 60 dolarów), mimo że zaskarżył firmę o honorarium w wysokości 1 miliona USD, co było skutkiem błędów w kontrakcie. Wcześniej branża erotyczna oferowała gumowe, sztuczne penisy, będące jedynie atrapami tego narządu. Produkt oferowany dzięki odlewowi dokonanemu na Strykerze, po raz pierwszy w najdrobniejszym szczególe przypominał naturalny narząd płciowy. W 1995 dildo zostało przeanalizowane naukowo w artykule przedstawionym na konferencji Bowling Green State University w Bowling Green w Ohio w dziedzinie studiów kulturowych: Lesbian Pornography and Transformation: Foucault, Bourdieu i de Certeau Make Sense of the Jeff Stryker Dildo autorstwa Mary T. Conway, wówczas absolwentki studentka Uniwersytetu Temple. W artykule z 1999 salon.com napisanym przez dziennikarza nowojorskiego, dildo zostało opisywane jako obiekt kultury wyższej; wspomniano o tym w powieści Allana Gurganusa Plays Well with Others (1997), w której narrator czyści szafę wypełnioną dildami, a najlepszym znaleziskiem jest „Jeff Stryker, potwór, ale w jakiś sposób rzymski w swoim genialnym, obywatelskim pięknie”.
We wrześniu 2013 nakładem wydawnictwa Bruno Gmünder Verlag w Berlinie ukazała się książka Catalina: The Vintage Years ze zdjęciami Strykera. Wziął udział w kampanii uprawu marihuany do celów medycznych wydając 250–stronicowy album Organic Marijuana Grow.

## Obecność w kulturze masowej
„Będąc w mieście z Jeffem Strykerem, naprawdę czułem się jak Don Knotts wychodzący z Anitą Ekberg. Kręciły się głowy” (…) „Zamiast próbować zmusić mnie do wykorzystania go w hollywoodzkim filmie, Stryker próbował nakłonić mnie do reżyserowania jednego z jego filmów porno, co wydaje mi się niezwykle odświeżające. Chce, żebym przekroczył próg do porno” (John Waters).

Znalazł się też na okładce magazynu australijskiego „Campaign” (w maju 1985), „Just Men” (w kwietniu 1986), nowozelandzkiej edycji „Out!” (w grudniu 1988), „Edge” (1989) i „Genre” (w lutym 1999).
Reżyser Joe D’Amato powierzył mu rolę Michaela we włoskim dramacie erotycznym Dirty Love (1988). Pod swoim prawdziwym nazwiskiem zagrał główną rolę Chucka – dowódcy bandy najemników we włoskim horrorze Zombie – pożeracze mięsa 3 (Oltre la morte/After Death, 1988) z udziałem Ottaviana Dell’Acquy, Alana Collinsa i Jima Gainesa. Później w amerykańskim wydaniu DVD użyto nazwiska Jeff Stryker i dodano wywiad w zwiastunie w tamtym czasie, opisujący jego doświadczenie podczas kręcenia tego filmu w Manili. Wystąpił w serialach dokumentalnym Channel 4 The Word (1993) z Shaquille O’Nealem i Shaggy. Zagrał w niemieckim dreszczowcu telewizyjnym Czarna klątwa (Der Schwarze Fluch – Tödliche Leidenschaften, 1995) u boku Jamesa Brolina i Brenta Huffa. Użyczył głosu w angielskiej wersji serii shōnen manga Trigun (1998). W krótkometrażowej półgodzinnej niemieckiej komedii erotycznej Rosy von Praunheima Czy mogę być twoją kiełbaską? (Can I Be Your Bratwurst, Please?, 1999) pojawił się jako hollywoodzki obiekt seksualnych fantazji. Fragment sceny, w której Stryker tańczył nago z jego filmu Jeff Stryker Does Hard Time (2001) był wykorzystany w jednym z odcinków serialu Queer as Folk.
W 1989 wziął udział w sesji fotograficznej dla Thierry’ego Muglera. 
W 1992 w Centier City Civic Center, podczas pokazu mody Thierry’ego Muglera, wystąpił jako model z Traci Lords na imprezie charytatywnej na rzecz walki z AIDS.
Gościł w dwóch odcinkach miniserialu dokumentalnego HBO Pornobiznes: Naga prawda (Pornucopia: Going Down in the Valley, 2004), a także w filmach dokumentalnych – Naga forsa (Seed Money: The Chuck Holmes Story, 2015), wyświetlanym na 10. edycji Festiwalu Filmów Porno w Berlinie, Jeff Stryker in Manila (2018) i Circus of Books (2019) z udziałem Larry’ego Flynta, prezentowanym podczas Tribeca Film Festival.
Często był bohaterem stand–upów Margaret Cho. Wiedząc, że jest fanką, Jeff Stryker wysłał jej w prezencie swoją figurkę.

## Życie prywatne
Ujawnił publicznie swój biseksualizm. Spotykał się z Wernerem Pochathem. Romansował także z aktorkami porno – Jamie Summers i Robin Byrd.
Jako samotny rodzic wychowywał swojego syna Josepha (ur. 1990), kiedy ten ukończył zaledwie rok życia, walcząc w sądzie z jego matką, która ostatecznie zrzekła się wszystkich praw rodzicielskich. W 2004 syn został zaatakowany przed Ulysses S. Grant High School w Van Nuys w Kalifornii z powodu rasizmu przez dziewięcioro latynoskich i ormiańskich nastoletnich kolegów z klasy; był pobity, miał złamany nos i dźgnięty nożem w twarz. Kiedy Joseph miał 16 lat i zadawał się w szkole z niewłaściwym towarzystwem, w obawie o narkotyki i gangi w Los Angeles, Stryker wysłał go do swojej matki, religijnej chrześcijanki.
W latach 1988–1992 do branży gejowskiej filmów dla dorosłych dołączył jego przyrodni brat Rick Stryker, jednak mimo swojej popularności opuścił przemysł i wrócił do życia prywatnego.
W latach 2004–2005 Jeff Stryker prowadził klub muzyczny i kawiarnię w Valley Village w San Fernando Valley, które nie przyniosły mu sukcesu finansowego.
W styczniu 2009 Stryker obwinił folkowy klub nocny Kulak’s Woodshed, który znajduje się tuż obok jego biura, za zakłócanie spokoju i tym samym przeszkodzenie mu w ukończeniu autobiografii, ponieważ hałas i głośne tłumy zakłócały jego koncentrację.
W 2017 przeżył pożar w Kalifornii, co udokumentował w filmiku opublikowanym na YouTube.

## Wybrana filmografia
| Rok  | Tytuł | Rola                               | Reżyser            |
| ---- | --- | ---------------------------------- | ------------------ |
| 1988 | Dirty Love | Michael                            | Joe D’Amato        |
| 1988 | Zombie pożeracze mięsa 3 (Zombie 4: After Death)                                                                      | Chuck                              | Claudio Fragasso   |
| 1995 | Czarna klątwa (Der Schwarze Fluch – Tödliche Leidenschaften, TV)                                                      |                                    | Otto Retzer        |
| 1998 | Trigun (manga) | dodatkowe głosy (wersja angielska) | Yasuhiro Nightow   |
| 1999 | Czy mogę być twoją kiełbaską? (Can I Be Your Bratwurst, Please?, film krótkometrażowy)                                | nowy gość                          | Rosa von Praunheim |
| 2004 | Pornobiznes: Naga prawda (Pornucopia: Going Down in the Valley, miniserial) odc. Questions, Anyone? odc. Same-Sex Sex | w roli samego siebie               | Dan Chaykin        |
| 2013 | The Rialto Report (film dokumentalny z serii podcastów) odc. Jeff Stryker: Porn’s Enigmatic Star – Podcast 26         | w roli samego siebie               |                    |
| 2015 | Naga forsa (Seed Money: The Chuck Holmes Story, film dokumentalny)                                                    | w roli samego siebie               | Michael Stabile    |
| 2018 | Jeff Stryker in Manila (film dokumentalny)                                                                            | w roli samego siebie               | David Gregory      |
| 2019 | Circus of Books (film dokumentalny)                                                                                   | w roli samego siebie               | Rachel Mason       |

## Nagrody
| Rok  | Nagroda                    | Kategoria                                    | Film                             | Inni wykonawcy |
| ---- | -------------------------- | -------------------------------------------- | -------------------------------- | -------------- |
| 1986 | XRCO Award                 | Najlepszy aktor gejowski                     | Bigger Than Life (1986)          | –              |
| 1987 | XRCO Award                 | Najlepszy męski aktor                        | –                                | –              |
| 1992 | GayVN Award                | GayVN Hall of Fame                           | –                                | –              |
| 1997 | GayVN Award                | Najlepsza scena seksu                        | Jeff Stryker’ Underground (1997) | Derek Cameron  |
| 1998 | AVN Award                  | Najlepsza scena seksu w produkcji gejowskiej | Jeff Stryker’ Underground (1997) | Derek Cameron  |
| 2000 | Grabby Award               | Grabby Wall of Fame                          | –                                | –              |
| 2004 | Nagroda magazynu „Hustler” | Hustler Hollywood Porn Walk of Fame          | –                                | –              |
| 2009 | AVN Award                  | AVN Hall of Fame                             | –                                | –              |